# Caisse autonome de retraite et de prévoyance des infirmiers, masseurs kinésithérapeutes, pédicures-podologues, orthophonistes et orthoptistes
La CARPIMKO est une caisse de retraite créée en 1948, son statut juridique est celui des Caisses de Sécurité sociale. Elle concerne les professionnels auxiliaires médicaux exerçant en libéral.
À sa création, seul le régime de base existe, auquel s'ajouteront un régime complémentaire en 1956 (réformé en 1984 et 1996) et un régime des auxiliaires médicaux conventionnés en 1960. Un régime d'invalidité-décès est créé en 1968.

## Le régime complémentaire

### Avant 1996
Le régime complémentaire propose aux auxiliaires médicaux de choisir parmi 5 classes de cotisations.
| Classe | Points acquis |
| ------ | ------------- |
| B      | 8             |
| C      | 12            |
| D      | 16            |
| E      | 20            |
| F      | 24            |

### Depuis 1996
Le régime permet alors d'acquérir annuellement une rente forfaitaire et une rente proportionnelle aux revenus.
La rente forfaitaire correspond à une cotisation de 912 € en 2007 permettant d'acquérir 8 points de rente.
La cotisation proportionnelle se monte à 3 % des revenus soumis à cotisation soit ceux compris entre 25 246 € et 108 846 € (valeurs de 2007).
Cette cotisation est divisée par le coût d'acquisition du point fixé annuellement pour calculer les points acquis.
En 2007, le coût d'acquisition du point et la valeur du point de rente se montent respectivement à 114 € et 17,28 €.
Le nombre de points acquis annuellement est limité à 30. Donc une année de cotisation au régime complémentaire donne droit à une rente annuelle de retraite se montant à 518,4 €.

## Le régime des auxiliaires médicaux conventionnés
Ce régime, générant des droits depuis l'année 1960, est réservé aux praticiens conventionnés.
Une cotisation forfaitaire de donne droit à 44 points de rente. Avant 1975, le praticien acquérait 60 points par an.
Les produits de l'étude soumis à cotisation sont plafonnés en 2007 à 1 005 270 €.
En 2007, la cotisation forfaitaire et le point de rente se montaient respectivement à 77 € et 2,56 €.